# Giro di Puglia 1980
Il Giro di Puglia 1980, nona edizione della corsa, si svolse dal 6 al 10 aprile 1980 su un percorso totale di 881 km, ripartiti su 5 tappe. La vittoria fu appannaggio dell'italiano Giuseppe Saronni, che completò il percorso in 22h32'41", precedendo il connazionale Gianbattista Baronchelli e il norvegese Knut Knudsen.

## Tappe
| Tappa  | Data      | Percorso                            | km  | Vincitore di tappa       | Leader cl. generale |
| ------ | --------- | ----------------------------------- | --- | ------------------------ | ------------------- |
| 1ª     | 6 aprile  | Noci > Noci                         | 107 | Giuseppe Saronni         | Giuseppe Saronni    |
| 2ª     | 7 aprile  | Putignano > Andria                  | 180 | Pierino Gavazzi          | Pierino Gavazzi     |
| 3ª     | 8 aprile  | Andria > Castellana Grotte          | 220 | Gianbattista Baronchelli | Giuseppe Saronni    |
| 4ª     | 9 aprile  | Castellana Grotte > Campi Salentina | 213 | Giuseppe Saronni         | Giuseppe Saronni    |
| 5ª     | 10 aprile | Campi Salentina > Martina Franca    | 161 | Giuseppe Saronni         | Giuseppe Saronni    |
| Totale | Totale    | Totale                              | 881 |                          |                     |

## Dettagli delle tappe

### 1ª tappa
- 6 aprile: Noci > Noci – 107 km

Risultati
| Pos. | Corridore        | Squadra       | Tempo    |
| ---- | ---------------- | ------------- | -------- |
| 1    | Giuseppe Saronni | Gis Gelati    | 2h43'18" |
| 2    | Pierino Gavazzi  | Magniflex     | s.t.     |
| 3    | Frans Van Looy   | Vermeer-Thijs | s.t.     |

| Pos. | Corridore        | Squadra    | Tempo |
| ---- | ---------------- | ---------- | ----- |
| 1    | Giuseppe Saronni | Gis Gelati | ?     |

### 2ª tappa
- 7 aprile: Putignano > Andria – 180 km

Risultati
| Pos. | Corridore          | Squadra   | Tempo    |
| ---- | ------------------ | --------- | -------- |
| 1    | Pierino Gavazzi    | Magniflex | 4h44'30" |
| 2    | Dante Morandi      | Hoonved   | s.t.     |
| 3    | Giovanni Mantovani | Hoonved   | s.t.     |

| Pos. | Corridore        | Squadra    | Tempo    |
| ---- | ---------------- | ---------- | -------- |
| 1    | Pierino Gavazzi  | Magniflex  | 7h27'38" |
| 2    | Giuseppe Saronni | Gis Gelati | a 1"     |
| 3    | Dante Morandi    | Hoonved    | a 7"     |

### 3ª tappa
- 8 aprile: Andria > Castellana Grotte – 220 km

Risultati
| Pos. | Corridore                | Squadra    | Tempo    |
| ---- | ------------------------ | ---------- | -------- |
| 1    | Gianbattista Baronchelli | Bianchi    | 5h19'17" |
| 3    | Giuseppe Saronni         | Gis Gelati | a 2"     |
| 4    | Giovanni Mantovani       | Hoonved    | s.t.     |

| Pos. | Corridore        | Squadra    | Tempo |
| ---- | ---------------- | ---------- | ----- |
| 1    | Giuseppe Saronni | Gis Gelati | ?     |

### 4ª tappa
- 9 aprile: Castellana Grotte > Campi Salentina – 213 km

Risultati
| Pos. | Corridore        | Squadra       | Tempo    |
| ---- | ---------------- | ------------- | -------- |
| 1    | Giuseppe Saronni | Gis Gelati    | 5h32'38" |
| 2    | Jozef Gijsemans  | Vermeer-Thijs | s.t.     |
| 3    | Pierino Gavazzi  | Magniflex     | s.t.     |

| Pos. | Corridore                | Squadra    | Tempo     |
| ---- | ------------------------ | ---------- | --------- |
| 1    | Giuseppe Saronni         | Gis Gelati | 18h19'27" |
| 2    | Pierino Gavazzi          | Magniflex  | a 7"      |
| 3    | Gianbattista Baronchelli | Bianchi    | a 11"     |

### 5ª tappa
- 10 aprile: Campi Salentina > Martina Franca – 161 km

Risultati
| Pos. | Corridore                | Squadra            | Tempo |
| ---- | ------------------------ | ------------------ | ----- |
| 1    | Giuseppe Saronni         | Gis Gelati         | ?     |
| 2    | Mario Beccia             | Hoonved-Bottecchia | ?     |
| 3    | Gianbattista Baronchelli | Bianchi            | ?     |

## Classifiche finali

### Classifica generale
| Pos. | Corridore                | Squadra              | Tempo     |
| ---- | ------------------------ | -------------------- | --------- |
| 1    | Giuseppe Saronni         | Gis Gelati           | 22h32'41" |
| 2    | Gianbattista Baronchelli | Bianchi-Piaggio      | a 13"     |
| 3    | Knut Knudsen             | Bianchi-Piaggio      | a 23"     |
| 4    | Mario Beccia             | Hoonved-Bottecchia   | a 28"     |
| 5    | Valerio Lualdi           | Gis Gelati           | a 29"     |
| 6    | Glauco Santoni           | Famcucine-Campagnolo | s.t.      |
| 7    | Silvano Contini          | Bianchi-Piaggio      | a 39"     |
| 8    | Pierino Gavazzi          | Magniflex-Olmo       | a 44"     |
| 9    | Dante Morandi            | Hoonved-Bottecchia   | a 53"     |
| 10   | Giovanni Mantovani       | Hoonved-Bottecchia   | s.t.      |